# Geneickener Straße 113 (Mönchengladbach)

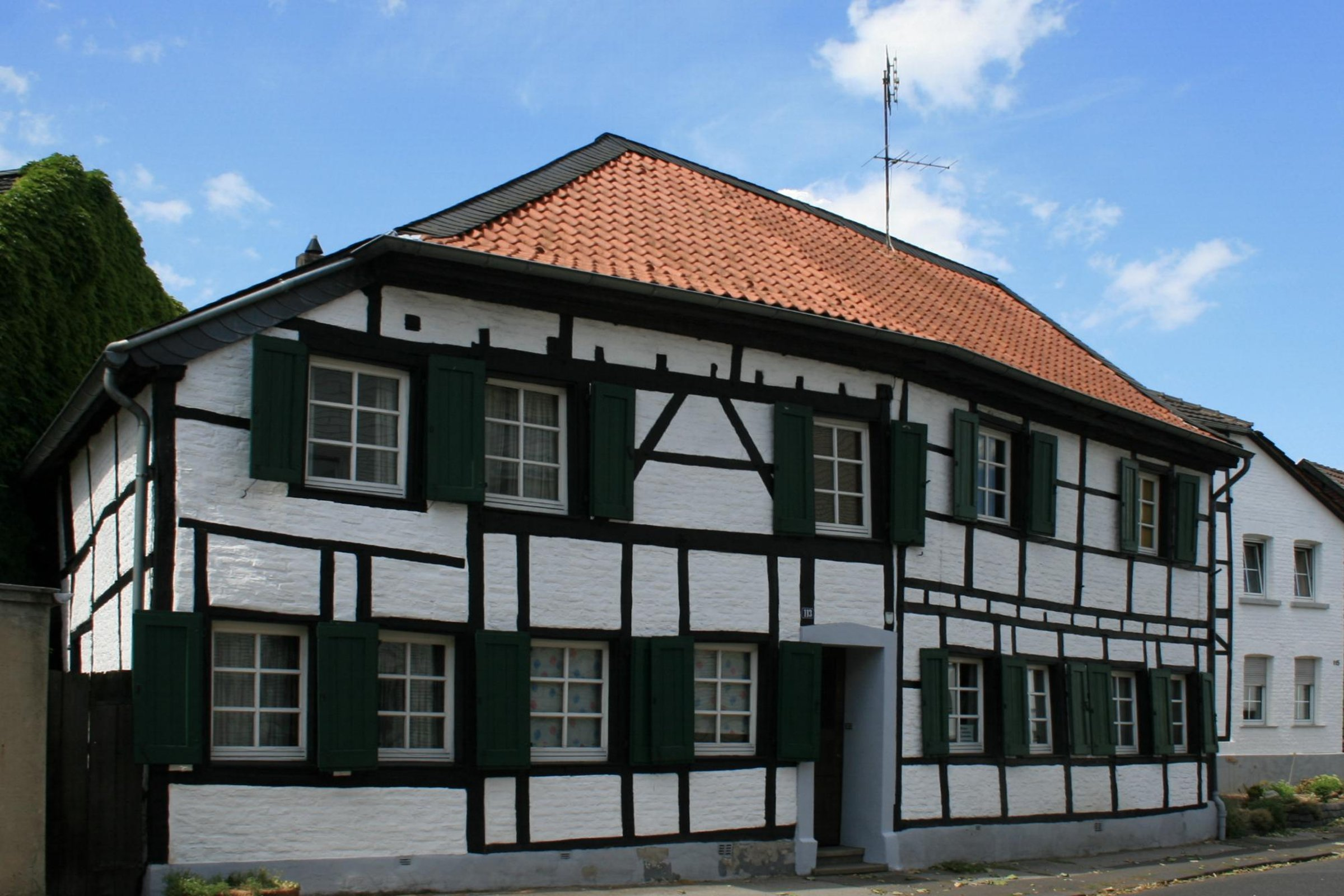
Fachwerkhaus (2010)

Das Fachwerkhaus Geneickener Straße 113 steht im Stadtteil Bonnenbroich-Geneicken in Mönchengladbach (Nordrhein-Westfalen).
Das Gebäude wurde im 19. Jahrhundert erbaut. Es ist unter Nr. G 038 am 2. Februar 1993 in die Denkmalliste der Stadt Mönchengladbach eingetragen worden.

## Architektur
Das Objekt liegt im bis heute ländlich geprägten Geneicken in unmittelbarer Nähe des Maarplatzes. Das traufständige, zweigeschossige Fachwerkgebäude mit einem Satteldach entstand in mehreren Bauphasen.